# Virginia Etiaba
Virginia Etiaba est une femme politique nigériane. Gouverneur de l’État d'Anambra, elle est la première femme gouverneur de l'histoire du Nigeria. Nommée à ce poste après la destitution de Peter Obi par l'assemblée législative de l'État pour faute grave présumée, elle restitue ses pouvoirs à ce dernier trois mois plus tard lorsqu'une cour d'appel annule la destitution. 

## Biographie
Virginia Etiaba est née le 11 novembre 1942 à Ezekwuabor Otolo-Nnewi,. Elle est élevée par son oncle.
Pendant 35 ans, elle travaille comme enseignante et dirige plusieurs écoles à Kafanchan, Aba, Port Harcourt et Nnewi. Elle quitte les services du gouvernement de l'État d'Anambra en 1991 et  fonde les Bennet Etiaba Memorial Schools à Nnewi en hommage à son époux Bennet. En mars 2006, elle démissionne de sa responsabilité de dirigeante d'école pour occuper le poste de vice-gouverneur de l'État d'Anambra,.
Virginia Etiaba est membre de l'Association des femmes entrepreneurs, du Programme international d'alphabétisation pour le conseil local de Nnewi-Nord, de l'Environmental International Vanguard et de l'Organisation mondiale pour l'éducation préscolaire (OMEP). Elle est également membre du synode de Church of Nigerian (Communion anglicane), membre de l'Association chrétienne des écoles nigérianes, membre du conseil d'administration de l'Okongwu Memorial Grammar School Nnewi, membre du conseil d'administration de la Holy Child Convent School, Amichi, et assesseur du tribunal pour mineurs pour le district magistral de Nnewi,.